# Philodromus punctatissimus
Philodromus punctatissimus este o specie de păianjeni din genul Philodromus, familia Philodromidae, descrisă de Roewer în anul 1962.
Este endemică în Afghanistan. Conform Catalogue of Life specia Philodromus punctatissimus nu are subspecii cunoscute.